# Tim Holt
Charles John Holt III, noto con il nome di Tim Holt (Beverly Hills, 5 febbraio 1919 – Shawnee, 15 febbraio 1973), è stato un attore statunitense.

## Biografia
Figlio di Jack Holt, celebre attore del cinema muto, Tim Holt ebbe ambizioni artistiche fin da ragazzo, quando all'età di dieci anni apparve a fianco del padre nel film Gli ultimi pionieri (1928). Fu la sua prima prova di attore, ma già nel 1923, a soli quattro anni, aveva fatto una comparsata in Hollywood, in un cameo che lo presentava proprio come figlio di Jack Holt. Dopo aver frequentato la Culver Military Academy, Holt studiò recitazione ed entrò a far parte della Westwood Theatre Guild di Hollywood. Nel 1934, all'età di sedici anni, firmò un contratto a lungo termine con il produttore Walter Wanger e apparve in numerosi film western, ma anche in pellicole drammatiche come Amore sublime (1937), al fianco di Barbara Stanwyck.
Nella prima metà degli anni quaranta prestò servizio militare durante la seconda guerra mondiale, non prima di essere apparso in uno dei suoi ruoli più celebri, quello del figlio viziato nel film L'orgoglio degli Amberson (1942), diretto da Orson Welles. Al termine del conflitto rientrò a Hollywood e apparve nel celebre western Sfida infernale (1946) di John Ford, e in un ruolo intensamente drammatico ne Il tesoro della Sierra Madre (1948) di John Huston, quello dell'avido cercatore d'oro, che lo confermò interprete di grandi capacità. Tuttavia l'attore in rare occasioni riuscì a evadere dal cliché del repertorio western, genere nel quale si confermò uno degli attori più popolari nel 1952, secondo un sondaggio condotto presso il pubblico.
Tim Holt si ritirò dalle scene all'inizio degli anni settanta, dopo una prolifica carriera cinematografica, e passò a lavorare come capo del servizio pubblicità di un'emittente radiofonica. Morì nel 1973, all'età di 54 anni, per tumore alle ossa. È sepolto al Memory Lane Cemetery a Harrah, Oklahoma. Anche sua sorella, Jennifer Holt, intraprese la carriera artistica come attrice.

## Filmografia parziale

### Cinema
- Hollywood, regia di James Cruze (1923)
- Moglie senza chich (French Dressing), regia di Allan Dwan (1927)
- Amore sublime (Stella Dallas), regia di King Vidor (1937)
- Ho ritrovato il mio amore (I Met My Love Again), regia di Joshua Logan e Arthur Ripley (1938)
- Occidente in fiamme (Gold Is Where You Find It), regia di Michael Curtiz (1938)
- Ombre rosse (Stagecoach), regia di John Ford (1939)
- Prime armi (The Spirit of Culver), regia di Joseph Santley (1939)
- The Girl and the Gambler, regia di Lew Landers (1939)
- La ragazza della 5ª strada (5th Avenue Girl), regia di Gregory La Cava (1939)
- Come Robinson Crusoè (Swiss Family Robinson), regia di Edward Ludwig (1940)
- Wagon Train, regia di Edward Killy (1940)
- Gli amanti (Back Street), regia di Robert Stevenson (1941)
- L'orgoglio degli Amberson (The Magnificent Ambersons), regia di Orson Welles (1942)
- Hitler's Children, regia di Edward Dmytryk e, non accreditato, Irving Reis (1943)
- Sfida infernale (My Darling Clementine), regia di John Ford (1946)
- Fiamme sulla Sierra (Thunder Mountain), regia di Lew Landers (1947)
- Il tesoro della Sierra Madre (The Treasure of the Sierra Madre), regia di John Huston (1948)
- Brothers in the Saddle, regia di Lesley Selander (1949)
- Rustlers, regia di Lesley Selander (1949)
- Stagecoach Kid, regia di Lew Landers (1949)
- Masked Raiders, regia di Lesley Selander (1949)
- The Mysterious Desperado, regia di Lesley Selander (1949)
- Riders of the Range, regia di Lesley Selander (1950)
- Dynamite Pass, regia di Lew Landers (1950)
- Storm Over Wyoming, regia di Lesley Selander (1950)
- Rider from Tucson, regia di Lesley Selander (1950)
- Border Treasure, regia di George Archainbaud (1950)
- Rio Grande Patrol, regia di Lesley Selander (1950)
- Law of the Badlands, regia di Lesley Selander (1951)
- Saddle Legion, regia di Lesley Selander (1951)
- Gunplay, regia di Lesley Selander (1951)
- Il suo tipo di donna (His Kind of Woman), regia di John Farrow (1951)
- Pistol Harvest, regia di Lesley Selander (1951)
- Avamposto telegrafico (Overland Telegraph), regia di Lesley Selander (1951)
- Trail Guide, regia di Lesley Selander (1952)
- Road Agent, regia di Lesley Selander (1952)
- Target, regia di Stuart Gilmore (1952)
- Dessert Passage, regia di Lesley Selander (1952)
- Il mostro che sfidò il mondo (The Monster That Challenged the World), regia di Arnold Laven (1957)
- The Yesterday Machine, regia di Russ Marker (1963)

### Televisione
- Il virginiano (The Virginian) – serie TV, episodio 8x13 (1969)

## Doppiatori italiani
- Giuseppe Rinaldi in Il mostro che sfidò il mondo
- Mario Pisu in Il tesoro della Sierra Madre
- Cesare Barbetti in Sfida infernale
- Gianfranco Bellini in La ragazza della 5ª strada , L'orgoglio degli Amberson
- Roberto Gicca in Gli amanti